# Tymoviridae
Tymoviridae és una família de virus de les plantes del tipus ARN monocatenari + .
El seu gènere més gran és Tymovirus am 25 espècies mentre que Marafivirus i Maculavirus tenen 5 i una espècie respectivament.
La família Tymoviridae es va establir l'any 2002.

## Gèneres
- Gènere Tymovirus; espècie tipus: Turnip yellow mosaic virus (del nap)
- Gènere Marafivirus; espècie tipus: Maize rayado fino virus (de la dacsa)
- Gènere Maculavirus; espècie tipus: Grapevine fleck virus (de la vinya)